# Man (rockband)
Man is een Britse rockband, die in 1968 werd geformeerd door Micky Jones, Roger 'Deke' Leonard, Clive 'Clint' John, Ray Williams en Jeff Jones. Ze speelden een mix van rock, blues, country, folk en West Coast. Na de splitsing in 1977 hervormde de band in 1983 en 1992, en thans bestaat ze nog altijd. Deke Leonard beschrijft zijn uitgebreide carrière in zijn boek Rhinos, Winos & Lunatics, dat sinds 2009 in het Duits verkrijgbaar is en dat vertaald werd door de muzikant en publicist Jörg Gülden.

## Bezetting
Bezetting bij oprichting
- Micky Jones († 10.03.2010) (zang, gitaar)
- Deke Leonard († 31.01.2017) (zang, gitaar)
- Ray Williams (basgitaar)
- Jeff Jones (drums)
- Clive "Clint" John († 24. August 2011) (keyboards)

Huidige bezetting
- Josh Ace (zang, gitaar)
- Martin Ace (zang, basgitaar)
- James Beck (zang, gitaar)
- René Robrahn (drums)
- Phil Ryan († 30. April 2016) (keyboards)

Voormalige bezetting
- Tweke Lewis (gitaar)
- Will Youatt (basgitaar)
- Ken Whaley (basgitaar)
- Terry Williams (drums)
- John "Pugwash" Weathers (drums)
- Malcolm Morley (keyboards)
- Bill Hickock (keyboards)
- John Cipollina (gitaar)
- Georg Jones (zang, gitaar)

## Geschiedenis
In 1969 verschenen direct de twee albums Revelation en 2 Ocz of Plastic (With a Hole in the Middle). In 1970 verlieten Ray Williams en Jeff Jones de band en werden vervangen door Martin Ace en Terry Williams. In hetzelfde jaar verscheen het album Man, gevolgd door Do You Like It Here Now, Are You Setting In? (1971). Tijdens de productie Be Good to Yourself at Least Once a Day (1972) verliet Leonard tijdelijk de band, Ace en John hadden de band eveneens verlaten. In plaats daarvan waren Phil Ryan en Michael Will Youatt op het album te horen.
Aan het eind van 1973 vervoegde Tweke Lewis zich bij de band. Man's eerste tournee door de Verenigde Staten in de lente van 1974 verliep voorspoedig. Nog in hetzelfde jaar keerde Leonard bij de band terug. Bovendien kwamen Ken Whaley en Malcolm Morley. Met Back Into the Future kwam Man voor de eerste keer in de Britse hitlijst. Bovendien verscheen de lp Slow Motion. Met Rhinos, Winos and Lunatics (1974) en Maximum Darkness (1975) kon Man het succes van Back Into the Future evenaren. Nog voor de publicatie van de hoog geprezen lp The Welsh Connection kwam het tot meningsverschillen binnen de band. Tijdens de afscheidstournee door de Verenigde Staten, Europa en Noord-Afrika werd het album All's Well That Ends Well opgenomen. In 1983 kwam het tot een reünie door Leonard, Ace, Jones en ex-Gentle Giant-drummer John Weathers. In hetzelfde jaar verscheen Friday 13th.
Een hernieuwde hervorming volgde in 1992 met Ace, Jones, Leonard en Weathers en het album Twang Dynasty. Er volgden Call Down the Moon (1995), Rare Man (1999), Endangered Species (2000), Undrugged (2002) en Man Alive (2003).
De tot dan laatste personele wijziging bracht nu muzikanten uit twee generaties op het podium. Naast Martin Ace zijn ook zijn zoon Josh (gitaar, keyboard), de drummer Bob Richards en George Jones, de zoon van de legendarische gitarist en Man-oprichter Micky Jones van de partij. Het album Diamonds and Coal geeft aan, dat Man verder muzikaal aanwezig is.
Het voorlaatste album Kingdom of Noise werd in 2009 in het Verenigd Koninkrijk en Duitsland opgenomen met Martin Ace, Josh Ace, Phil Ryan, Bob Richards en René Robrahn. Live is Man te zien met Josh en Martin Ace, Phil Ryan, James Beck en René Robrahn.
In 2015 werd in het Verenigd Koninkrijk het album REANIMATED MEMORIES live opgenomen door Martin Ace, Josh Ace, Phil Ryan, James Beck en Rene Robrahn.

## Discografie

### Regelmatig gepubliceerde albums
- 1969: Revelation
- 1969: 2 Ozs of Plastic (with a Hole in the Middle)
- 1970: Man
- 1971: Do You Like It Here Now, Are You Settling In?
- 1972: Greasy Truckers Party
- 1972: Live at the Padget Rooms, Penarth
- 1972: Be Good to Yourself at Least Once a Day
- 1973: Christmas at the Patti
- 1973: Back Into the Future CD 1 Original Album
- 1973: Back Into the Future CD 2 Live Roundhouse, Calk Farm, London Mixed 2008
- 1973: Back Into the Future CD 3 Live Roundhouse, Calk Farm, London/Chipping Studios Mixed 2008
- 1974: Rhinos, Winos, and Lunatics
- 1974: Slow Motion
- 1975: Maximum Darkness
- 1976: The Welsh Connection
- 1976: Alls Well That Ends Well
- 1983: Friday 13th
- 1991: The Twang Dynasty
- 1995: Call Down the Moon
- 1998: 1998 at the Star Club
- 2000: Endangered Species
- 2002: Down Town Live
- 2002: Undrugged
- 2006: Diamonds & Coal
- 2009: Kingdom of Noise
- 2015: REANIMATED MEMORIES

### Archief-albums en geautoriseerde bootlegs
De hier getoonde albums bevatten later gepubliceerd archiefmateriaal en door de band geautoriseerde bootlegs.
- 1992: To Live for to Die (opgenomen in 1970; uitgebracht als "The Honest One")
- 1998: Live at the Rainbow 1972
- 1998: The 1999 Party Tour (opgenomen in 1974)
- 1998: Live in London 1975
- 1993: Live at Reading '83 (opgenomen in 1983)
- 1994: Live / Official Bootleg
- 1998: Greasy Trucker Party (in 1972 als dubbel-lp uitgebracht met Brinsley Schwarz en Hawkwind)